# Puerto Espíndola
Puerto Espíndola es un muelle y playa de la costa del municipio de San Andrés y Sauces en la isla de La Palma, provincia de Santa Cruz de Tenerife, España.

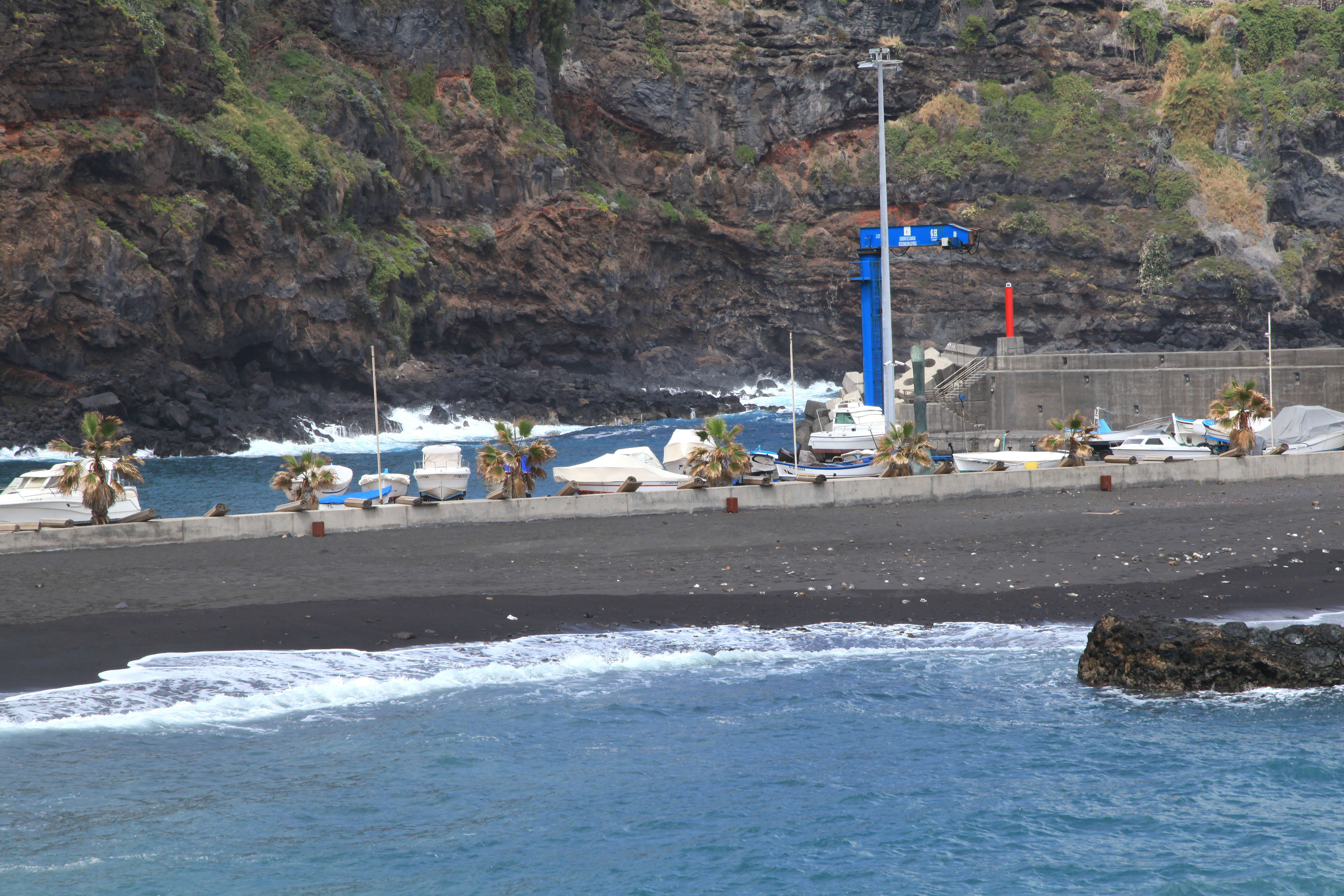
Vista de la playa con el muelle justo detrás.

## Historia
Espíndola fue un importante puerto comercial durante los siglos XVI y XVII. Después, y hasta los años 30, se mantuvo como un punto importante para la salida y entrada de mercancías y pasajeros.  Hoy en día el pequeño muelle ha sido reformado, y se conservan varios restos del castillo. La zona dispone de aparcamiento vigilado. En la costa de Puerto Espíndola se puede realizar submarinismo, para contemplar su variado fondo marino.

## La playa
Al abrigo del puerto pesquero se encuentra la playa del mismo nombre, con el fuerte oleaje que bate en la zona. Es una playa pequeña de unos 200 m y de poca afluencia, situada en un espacio rústico, con cultivos de plataneras y ñames, casi hasta la orilla del mar. En la costa se encuentran también las piscinas naturales del Charco Azul, pequeño centro turístico del municipio.